# Saint-Vincent-sur-Graon
Pour les articles homonymes, voir Saint-Vincent.
Saint-Vincent-sur-Graon est une commune du Centre-Ouest de la France, située dans le département de la Vendée en région Pays de la Loire.

## Géographie
Le territoire municipal de Saint-Vincent-sur-Graon s'étend sur 4 880 hectares. L'altitude moyenne de la commune est de 44 mètres, avec des niveaux fluctuant entre 0 et 79 mètres,.
Le territoire communal est arrosé par le Graon. Ce cours d'eau nait au nord de Moutiers-les-Mauxfaits et coule vers le SE sur 18 km puis, il rejoint le Lay au sud-est de Champ-Saint-Père. Sur ce cours, un barrage réalisé selon la technique "terre et enrochement" a été édifié et mis en service en 1972. Il ennoie une surface de 68 hectares et retient un volume d'eau de 3 600 000 m3. Il présente un léger tassement de 140 mm et un recul vers l'aval de 50 m.
| La Boissière-des-Landes                           | Rives-de-l'Yon          | Le Champ-Saint-Père     |
| Saint-Avaugourd-des-Landes Moutiers-les-Mauxfaits | Saint-Vincent-sur-Graon | La Bretonnière-la-Claye |
| Le Givre                                          | Saint-Cyr-en-Talmondais |                         |

### Climat
Pour des articles plus généraux, voir Climat des Pays de la Loire et Climat de la Vendée.
En 2010, le climat de la commune est de type climat océanique franc, selon une étude du CNRS s'appuyant sur une série de données couvrant la période 1971-2000. En 2020, Météo-France publie une typologie des climats de la France métropolitaine dans laquelle la commune est exposée à un climat océanique et est dans la région climatique  Bretagne orientale et méridionale, Pays nantais, Vendée, caractérisée par une faible pluviométrie en été et une bonne insolation. 
Pour la période 1971-2000, la température annuelle moyenne est de 12,4 °C, avec une amplitude thermique annuelle de 13,6 °C. Le cumul annuel moyen de précipitations est de 789 mm, avec 12,5 jours de précipitations en janvier et 6,2 jours en juillet. Pour la période 1991-2020, la température moyenne annuelle observée sur la station météorologique de Météo-France la plus proche, sur la commune d'Angles à 12 km à vol d'oiseau, est de 13,2 °C et le cumul annuel moyen de précipitations est de 869,3 mm,. Pour l'avenir, les paramètres climatiques de la commune estimés pour 2050 selon différents scénarios d'émission de gaz à effet de serre sont consultables sur un site dédié publié par Météo-France en novembre 2022.

## Urbanisme

### Typologie
Au 1er janvier 2024, Saint-Vincent-sur-Graon est catégorisée commune rurale à habitat dispersé, selon la nouvelle grille communale de densité à sept niveaux définie par l'Insee en 2022.
Elle est située hors unité urbaine. Par ailleurs la commune fait partie de l'aire d'attraction de La Roche-sur-Yon, dont elle est une commune de la couronne,. Cette aire, qui regroupe 45 communes, est catégorisée dans les aires de 50 000 à moins de 200 000 habitants,.

### Occupation des sols
L'occupation des sols de la commune, telle qu'elle ressort de la base de données européenne d’occupation biophysique des sols Corine Land Cover (CLC), est marquée par l'importance des territoires agricoles (89,1 % en 2018), en diminution par rapport à 1990 (90,3 %). La répartition détaillée en 2018 est la suivante : 
terres arables (41,4 %), prairies (32,7 %), zones agricoles hétérogènes (15 %), forêts (7,3 %), zones urbanisées (1,8 %), espaces verts artificialisés, non agricoles (1,1 %), eaux continentales (0,7 %). L'évolution de l’occupation des sols de la commune et de ses infrastructures peut être observée sur les différentes représentations cartographiques du territoire : la carte de Cassini (XVIIIe siècle), la carte d'état-major (1820-1866) et les cartes ou photos aériennes de l'IGN pour la période actuelle (1950 à aujourd'hui).

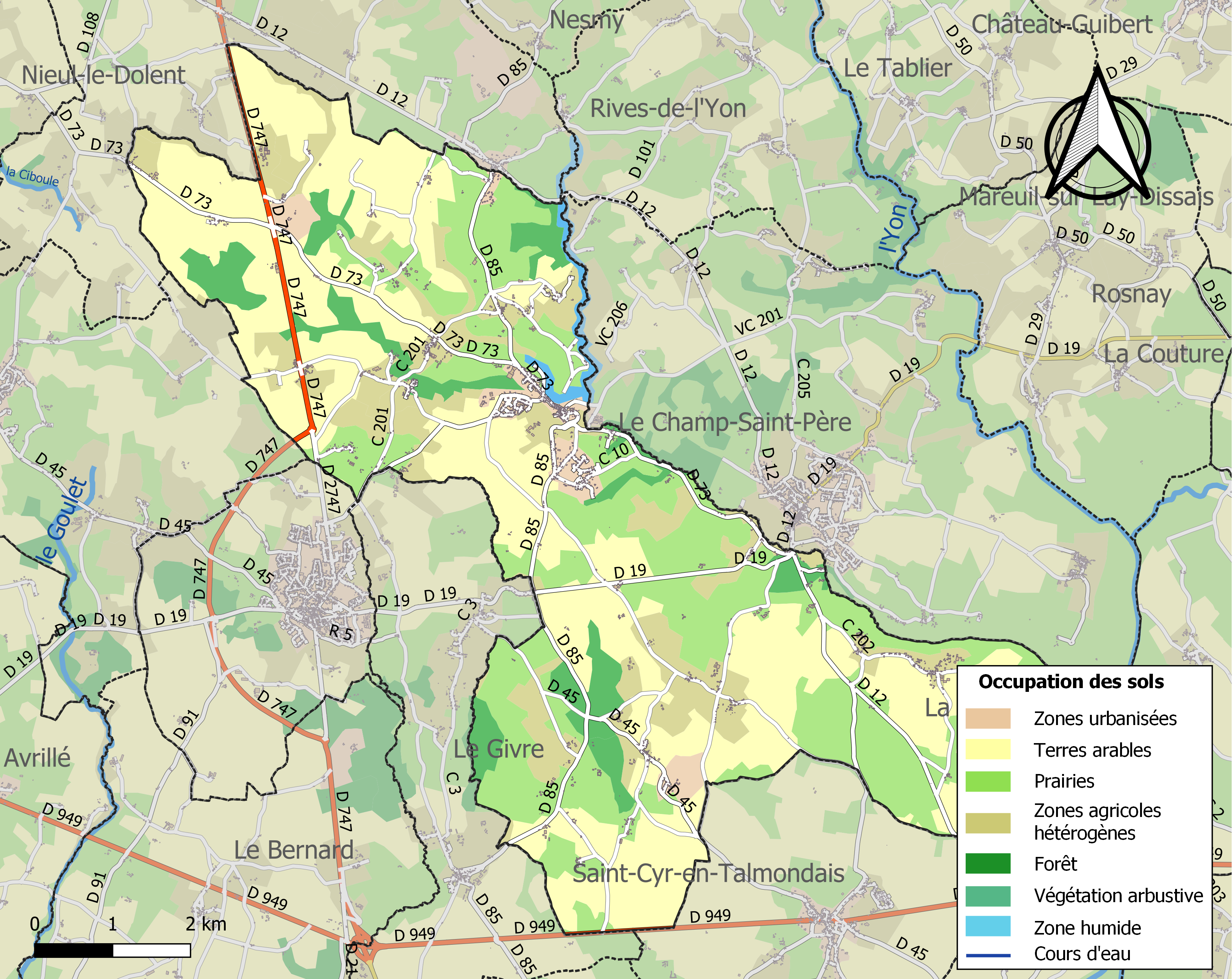
Carte des infrastructures et de l'occupation des sols de la commune en 2018 (CLC).

## Toponymie
Durant la Révolution, la commune porte le nom de Le Graon.

## Histoire
La fusion entre les communes de Saint-Vincent-sur-Graon et Saint-Sornin date du 20 décembre 1973 ; cette dernière porta, durant la Révolution, le nom de Les Bois.
La commune devrait plutôt s'appeler Saint-Vivant-sur-Graon. En effet Vivant, étranger au Poitou, serait venu au IVe siècle, avec Benoît d'Aizenay. Tous deux auraient eu l'autorisation de saint Hilaire de Poitiers d'évangéliser une partie de son diocèse. Il aurait d'abord séjourné à Sigournay, puis Chaillé-sous-les-Ormeaux et à L'Île-d'Olonne, où il aurait rencontré saint Martin de Vertou. Plus tard, saint Hilaire lui aurait assigné comme résidence Gravion (Saint-Vincent-sur-Graon) où il serait mort solitaire, à la fin du IVe siècle, à l'âge de 120 ans.

### Moyen Âge -XVIIesiècle
Deux prieurés sont connus, l'un dépendait du chapitre de Luçon, l'autre de Saint-Sauveur de Marigny, de l'abbaye Saint-Jean d'Orbestier, jusqu'au XVIIe siècle, puis du séminaire de Luçon au XVIIIe siècle. Le bourg est construit sur un ancien oppidum gaulois, il est cité en 1007, faisant partie du Curzonnais, les premiers seigneurs du lieu étaient les Aubert. On en trouve également aux XVIe et XVIIe siècles, André Aubert seigneur de Rorthay et de Malescote, sénéchal de Talmont, ses descendants sont maintenus nobles par Colbert en 1667, Jonas Aubert seigneur de Bois-Garnault, Louis Aubert seigneur de Montigny.
Les rives du Graon furent habitées par les Celtes, comme elles le furent plus tard par les Romains. Leur souvenir est encore conservé dans quelques noms tels la Pierre Blanche, la Folie, le Pré des folies, le Champ des dames, Aux Champs Doullens. On[Qui ?] a trouvé plusieurs vases gaulois remplis d'ossements calcinés et trouvé aussi une aiguille en os et une monnaie d'or de petit module, concave d'un côté, sur laquelle se distinguait à peine la forme d'un cheval : cette pièce paraissait avoir été frappée 450 ans avant Jésus-Christ[réf. nécessaire].
Le nom du tènement de Petit feu de la Tuandière, dont l'altitude est de 70 mètres et la distance de la mer de 15 km, évoque l'existence, sur ce point d'une sorte de phare destiné à guider les navigateurs gallo-romains. L'ancien castel de Boiselou, dont il ne reste que quelques débris, avait ses salles de refuge dans l'intérieur du sol : on les disait hantées par les fadets, dont la principale occupation, dit la légende était de garder les troupeaux. Les sorciers tenaient autrefois le sabbat à la Michelière, et les garaches visitent encore souvent les hameaux de Saint-Vincent. Une d'elles parut pendant l'année 1862 sous la forme d'une chèvre, à la Bergerie ; personne n'osa la troubler dans ses pénitences nocturnes (Abbé Baudry, année 1863, p. 88).
La chapelle de Sainte-Catherine-des-Aires, située dans le village de ce nom, distant du bourg de 6 km et dont il ne restait plus qu'un mur démoli il y a quelques années, évoque aussi un passé lointain. Le village est divisé en huit ou neuf quartiers qui portent des noms différents : ceux de la Garde et du Rocher rappellent des souvenirs druidiques : ceux de Bourg-Neuf et des Aires indiquent des générations plus récentes.
Le prieuré, placé sur la lisière d'une forêt, est sans doute celui du Luc, Luco, parce qu'il y avait là un bois sacré, et en second lieu parce que la maison est contiguë à la chapelle nommée « le Garde ». Or, on sait que le Garde et les Lucs se rencontrent presque toujours ensemble. Cette maison, qui faisait partie du prieuré, avec celle dite de la Chapelle, a conservé sa cheminée à corbelets du XVe siècle, surmontée d'une plate-bande et de sommiers d'un seul morceau, ayant pour couronnement une corniche ornée de moulures. Non loin de l'ancien château féodal de Malescot, dont nous parlons plus loin, se trouve la Tonnelle, dont le nom évoque en ce lieu la présence d'un poste d'observation remontant au moins au IVe siècle de l'ère chrétienne.
Saint-Vincent-sur-Graon,construit sur un ancien oppidum gaulois, est cité par Besly das un document de l'an 1007 ; il faisait alors partie du Gurzonnais. Une charte de l'abbaye de Bois-Grolland de 1247 mentionne également l'existence de cette localité qui, en 1472, possédait un prieuré donnant d'assez gros revenus au chapitre de la cathédrale de Luçon. Au XVIIe siècle, Saint-Vincent possédait encore le prieuré de Saint-Unissant-sur-Grois, annexé à la mense du chapitre de Luçon, et celui de Saint-Sauveur-de-Marigné, relevant de l'abbaye de Saint-Jean-d'Orbestier.
Une famille Aubert posséda longtemps Saint-Vincent-sur-Graon. Un  AndréAubert, écuyer seigneur de Rorthay et de Malescote, fils d'André et de Marie Bellineau, fut sénéchal de Talmont et mourut en 1570 âgé de 60 ans. Il eut deux enfants, François et Louise, morts sans postérité.
Aubert François, écuyer, seigneur de Malescote, épousa Jeanne Lambert, dont il eut : 
1. François, écuyer, seigneur de Malescote, qui eut un fils et une fille décédés sans postérité
2. Jonas, écuyer, seigneur de Saint-Vincent-sur-Graon qui, maintenu noble en 1667, épousa, le 25 novembre 1627, Marie Apvril, veuve de Pierre Roy, fille de Mathurin et de Louise Myniet

- Louis et Françoise, qui assiste au mariage de son frère, en 1650. Louis Aubert, écuyer, seigneur de Montigny, la Poitevinière, épousa :
  - le 11 juillet 1650, Renée Amoureux, fille de Marc, écuyer, seigneur de Vernusson, et de Rose de Montauzier ;
  - Angelique Marin.

Il eut du premier lit : Françoise-Angélique, mariée le 28 septembre 1699, à Charles-Antoine de Ramberge, écuyer, seigneur de Bois Lambert.
Lorsque, sous Louis XIV, Colbert de Croissy et de Barentin vinrent en Poitou pour réviser les titres nobiliaires que beaucoup de riches personnages s'octroyaient sans droit, Saint-Vincent-sur-Graon comptait sur son territoire plusieurs familles dont les noms figurent sur la liste imprimée en 1667, des nobles de la généralité de Poitiers qui avaient obtenu confirmation de leur noblesse. Aubert Jonas, seigneur de Saint-Vincent-sur-Graon—Aubert Géron, seigneur de Bois-Garnault, maintenus nobles par sentence du 12 août 1661, délivrée le 29 mars 1667.
Aubert Louis, seigneur de Montigny. De Boussay Charles, seigneur de la Fretière. Il était bien noble, et n'a laissé qu'une fille mariée à Beslay. Charles de la Dive, seigneur de la Reboute, maintenu noble, 9 août 1667. Dans un acte de 1711, maître Jacques Bardin, habitant la paroisse de Saint-Vincent-sur-Graon, figure comme sieur de la Vergnay. Dans un acte du 16 août 1719, il est dit que ce jour avait été inhumé dans le nouveau cimetière de Saint-Vincent-sur-Graon, dame Catherine Kerveno, veuve en secondes noces de messire Charles Mathieu de Chièvre, seigneur de Malcote, à l'âge de 85 ans.
7 janvier 1678, mariage dans l'église du Champ-Saint-Père de Anne-Louise, née le dimanche dernier[pas clair], fille de haut et puissant Pierre de la Haye-Montbault, seigneur de Gast, et de Anne Petit, de la Guerche-Saint-Amand, de la paroisse de Saint-Vincent-sur-Graon. Au moment de la Révolution, la paroisse de Saint-Vincent-sur-Graon possédait de nombreux fiefs ou maisons nobles, dont les juridictions étaient plus ou moins éloignées les unes des autres.Beauchêne, M V, La Chevalerie, Malecote, Mainroger, La Thibaudière, avaient pour fief dominant Sain-Vincent-sur-Graon, qui relevait lui-même de Brandois, ainsi que la Poitevinière, la maison noble de La Gaudinière et la Rochette. La Fretière avait pour fief dominant La Gerbaudière, et le Tablier et la Guérinière, La Mothe-Freslon. La Barre, situé à la limite de Saint-Vincent-sur-Graon et de Chaillé-les-Ormeaux, fut aussi une maison noble, habitée par Jacques Bodin, à la fin du XVIe et au commencement du XVIIe siècle. Le 21 février 1601, il connait une quittance à Jean Grolleau, habitant la Gormetière. Il avait épousé Éléonore Claveau qui, le 12 janvier 1621, était veuve et tutrice de leurs enfants mineurs, dont l'un, Théophile, fut aussi seigneur de Saint-Sornin.
Un Boussay Charles, seigneur de la Fretière, est ainsi mentionné dans le Catalogue annoté des gentilshommes de la généralité de Poitiers, imprimé en 1667 :

« Est mort et na laissé qu'une fille ; il était bien noble ; elle est mariée ». D'un contrat passé le 10 juillet 1744, devant les notaires de la baronnie de Luçon, il résulte que le sieur Grimaud, maistre-chirurgien à Luçon, s'engageait à prendre comme apprenti dans sa maison et sous certaines conditions relatées dans le corps de l'acte, Louis Blanchard, fils de feu Mathurin Banchard, maitre-chirurgien, et de Françoise Erodeau, demeurant au bourg de Saint-Vincent-sur-Graon.

Le curé constitutionnel de Saint-Vincent-sur-Graon « abjurant les erreurs propagées pour le malheur de l'espèce humaine, et employées à corrompre, par le poison du fanatisme, les tristes victimes qu'elles ont faites », écrivait au conseil général du district des Sables : Saint-Vincent-sur-Graon, 20 frimaire, an II de la République française (10 décembre 1793).

Citoyens, Les sentiments que j'ai toujours manifestés ont dû faire juger à ceux qui me connaissent, que je ne suis nullement partisan de la superstition, du fanatisme. Je n'ai point besoin d'abjurer des erreurs qui ont fait tant de victimes et de dupes, puisqu'elles n'ont jamais trouvé place dans mon cœur. »

## Emblèmes

### Héraldique
| Blason | Blasonnement : D'azur à la croix de huit pointes d'or, cantonnée en chef à senestre d'une fleur de lys du même, à la plaine ondée d'argent chargée d'une rose de gueules. |

### Devise
La devise de Saint-Vincent-sur-Graon : « Plus fort réunis ».

## Politique et administration

### Liste des maires
| Période                                  | Période      | Identité          | Étiquette | Qualité                                     |
| ---------------------------------------- | ------------ | ----------------- | --------- | ------------------------------------------- |
| Les données manquantes sont à compléter. |              |                   |           |                                             |
| 1989                                     | 21 mars 2008 | Michel Delavergne |           | Professeur d’éducation physique et sportive |
| 21 mars 2008                             | En cours     | Jannick Rabillé   |           | Exploitant agricole                         |

## Population et société

### Démographie

#### Évolution démographique
L'évolution du nombre d'habitants est connue à travers les recensements de la population effectués dans la commune depuis 1793. Pour les communes de moins de 10 000 habitants, une enquête de recensement portant sur toute la population est réalisée tous les cinq ans, les populations de référence des années intermédiaires étant quant à elles estimées par interpolation ou extrapolation. Pour la commune, le premier recensement exhaustif entrant dans le cadre du nouveau dispositif a été réalisé en 2005.

En 2022, la commune comptait 1 592 habitants, en évolution de +7,49 % par rapport à 2016 (Vendée : +5,33 %, France hors Mayotte : +2,11 %).
| 1793  | 1800 | 1806 | 1821  | 1831  | 1836  | 1841  | 1846  | 1851  |
| ----- | ---- | ---- | ----- | ----- | ----- | ----- | ----- | ----- |
| 1 100 | 818  | 932  | 1 172 | 1 187 | 1 388 | 1 453 | 1 518 | 1 539 |

| 1856  | 1861  | 1866  | 1872  | 1876  | 1881  | 1886  | 1891  | 1896  |
| ----- | ----- | ----- | ----- | ----- | ----- | ----- | ----- | ----- |
| 1 614 | 1 576 | 1 684 | 1 675 | 1 684 | 1 722 | 1 812 | 1 836 | 1 803 |

| 1901  | 1906  | 1911  | 1921  | 1926  | 1931  | 1936  | 1946  | 1954  |
| ----- | ----- | ----- | ----- | ----- | ----- | ----- | ----- | ----- |
| 1 731 | 1 633 | 1 473 | 1 413 | 1 290 | 1 244 | 1 219 | 1 122 | 1 050 |

| 1962  | 1968 | 1975  | 1982  | 1990  | 1999  | 2005  | 2006  | 2010  |
| ----- | ---- | ----- | ----- | ----- | ----- | ----- | ----- | ----- |
| 1 016 | 927  | 1 000 | 1 020 | 1 031 | 1 062 | 1 238 | 1 277 | 1 320 |

| 2015  | 2020  | 2022  | - | - | - | - | - | - |
| ----- | ----- | ----- | - | - | - | - | - | - |
| 1 456 | 1 554 | 1 592 | - | - | - | - | - | - |

#### Pyramide des âges
En 2018, le taux de personnes d'un âge inférieur à 30 ans s'élève à 34,6 %, soit au-dessus de la moyenne départementale (31,6 %). À l'inverse, le taux de personnes d'âge supérieur à 60 ans est de 25,1 % la même année, alors qu'il est de 31,0 % au niveau départemental.
En 2018, la commune comptait 778 hommes pour 739 femmes, soit un taux de 51,29 % d'hommes, largement supérieur au taux départemental (48,84 %).
Les pyramides des âges de la commune et du département s'établissent comme suit.
| Hommes | Classe d’âge | Femmes |
| ------ | ------------ | ------ |
| 0,4    | 90 ou +      | 1,1    |
| 5,6    | 75-89 ans    | 6,6    |
| 18,2   | 60-74 ans    | 18,4   |
| 19,5   | 45-59 ans    | 18,9   |
| 20,3   | 30-44 ans    | 21,9   |
| 13,3   | 15-29 ans    | 13,7   |
| 22,7   | 0-14 ans     | 19,4   |

| Hommes | Classe d’âge | Femmes |
| ------ | ------------ | ------ |
| 0,8    | 90 ou +      | 2,2    |
| 8,7    | 75-89 ans    | 11,1   |
| 20,3   | 60-74 ans    | 21,3   |
| 20     | 45-59 ans    | 19,4   |
| 17,5   | 30-44 ans    | 16,8   |
| 15     | 15-29 ans    | 13,2   |
| 17,7   | 0-14 ans     | 16,1   |

## Économie

### Tourisme
Le sentier de grande randonnée 364  (GR364) traverse le village d'est en ouest, en bordure du lac du Graon. Un circuit pédestre de 13 kilomètres permet de parcourir les bords du lac. Une boucle de randonnée équestre, nommée circuit numéro 67, de 21 kilomètres, contourne plus largement le plan d'eau.

## Lieux et monuments
- Le château de la Gaudinière : résidence de la famille de Larocque-Latour.
- Le lac du Graon : sentier pédestre autour du lac, activités nautiques (canoë, pédalo, pêche...). Le lac est célèbre pour la fête qui s'y déroule tous les ans avant le week-end du 15 août (dîner champêtre, feu d'artifice suivi d'un bal en plein air).
- La Fuie de Saint-Sornin, colombier.
- La chapelle de Malcôte.
- Le Menhir de la Chenillée, inscrit au titre des monuments historiques[26].
- L'église Saint-Sornin.
- L'église Saint-Vincent.

## Personnalités liées à la commune
- Jean Marie Benjamin Merveilleux du Vignaux, contre-amiral de France (mars 1916), vice-amiral de France (1920), grand-croix de la Légion d'honneur, né en 1865 au château de La Bijoire à Saint-Vincent-sur-Graon en Vendée, décédé en 1930 aux Aurays, au Champ-Saint-Père en Vendée.